# ピアフ (小惑星)
ピアフ (3772 Piaf) は、小惑星帯の小惑星の一つ。リュドミーラ・カラチキナがクリミア天体物理天文台で発見した。
『ばら色の人生』や『愛の讃歌』を歌ったフランスのシャンソン歌手のエディット・ピアフから命名された。